# كاتي راي إبزيري
كاتي راي إبزيري (بالإنجليزية: Katie-Rae Ebzery) مواليد 8 يناير 1990 في واراتا، نيوساوث ويلز، هي لاعبة كرة سلة أسترالية. بدأت مسيرتها الاحترافية في سنة 2005. وتحمل الرقم 12. يبلغ طولها 5 قدم 10 بوصة (1.8 م). مثلت منتخب بلادها. شاركت في دورة الألعاب الأولمبية الصيفية سنة 2016. حققت المركز الثالث في الألعاب الجامعية الصيفية 2011.

## الميداليات
| الميدالية | المسابقة                      |
| --------- | ----------------------------- |
| برونزية   | الألعاب الجامعية الصيفية 2011 |
| برونزية   | الألعاب الجامعية الصيفية 2013 |

## روابط خارجية
- كاتي راي إبزيري على موقع الاتحاد الدولي لكرة السلة (الإنجليزية)
- كاتي راي إبزيري على موقع كرة السلة الأوروبية.كوم (الإنجليزية)
- كاتي راي إبزيري على موقع بروبوليرز (الإنجليزية)
- كاتي راي إبزيري على موقع سبورتس رفرنس (الإنجليزية)
- كاتي راي إبزيري على موقع اللجنة الأولمبية الدولية (الإنجليزية)
- كاتي راي إبزيري على موقع أوليمبيديا (الإنجليزية)
- كاتي راي إبزيري على موقع اللجنة الأولمبية الأسترالية (الإنجليزية)